# Do You Mind (DJ Khaled)
Do You Mind è un singolo del DJ Khaled in collaborazione con Nicki Minaj, Chris Brown, August Alsina, Jeremih, Future e Rick Ross, il quarto estratto del suo nono album in studio Major Key. È stato pubblicato il 28 luglio 2016 dalla We the Best Music Group e Epic Records. Il brano contiene un campionamento della canzone Lovers and Friends di Lil Jon e The East Side Boyz, Usher e Ludacris. 

## Video musicale
Il video musicale del singolo è stato pubblicato il 4 ottobre 2016.

## Tracce
1. Do You Mind (feat. Nicki Minaj, Chris Brown, August Alsina, Jeremih, Future e Rick Ross) – 5:25 (Khaled Khaled, Onika Maraj, Christopher Brown, August Alsina, Jr., Jeremy Felton, Nayvadius Wilburn, William Roberts II, Johnny Mollings, Lenny Mollings, Anthony Norris, Kevin Cossom, Michael Johnson, Sean McMillion, Ralph Jeanty)

## Classifiche
| Classifica (2016) | Posizione massima |
| ----------------- | ----------------- |
| Australia         | 65                |
| Francia           | 162               |
| Nuova Zelanda     | 45                |
| Regno Unito       | 197               |
| Stati Uniti       | 24                |